# CISO
CISO (англ. chief information security officer або англ. senior agency information security officer) — керівник відділу IT-безпеки, директор з IT-безпеки, людина відповідальна за нагляд, управління та операції інформаційної безпеки.. 
Структурно CISO може підпорядковуватися як CIO, так і CSO. В ряді вітчизняних корпорацій керівник відділу IT-безпеки підпорядковується напряму CEO.

## Зноски
1. 1 2  Managing Information Security Risk: Organization, Mission, and Information System View. NIST. March 2011. Процитовано 17 серпня 2021.